# 비트 버킷

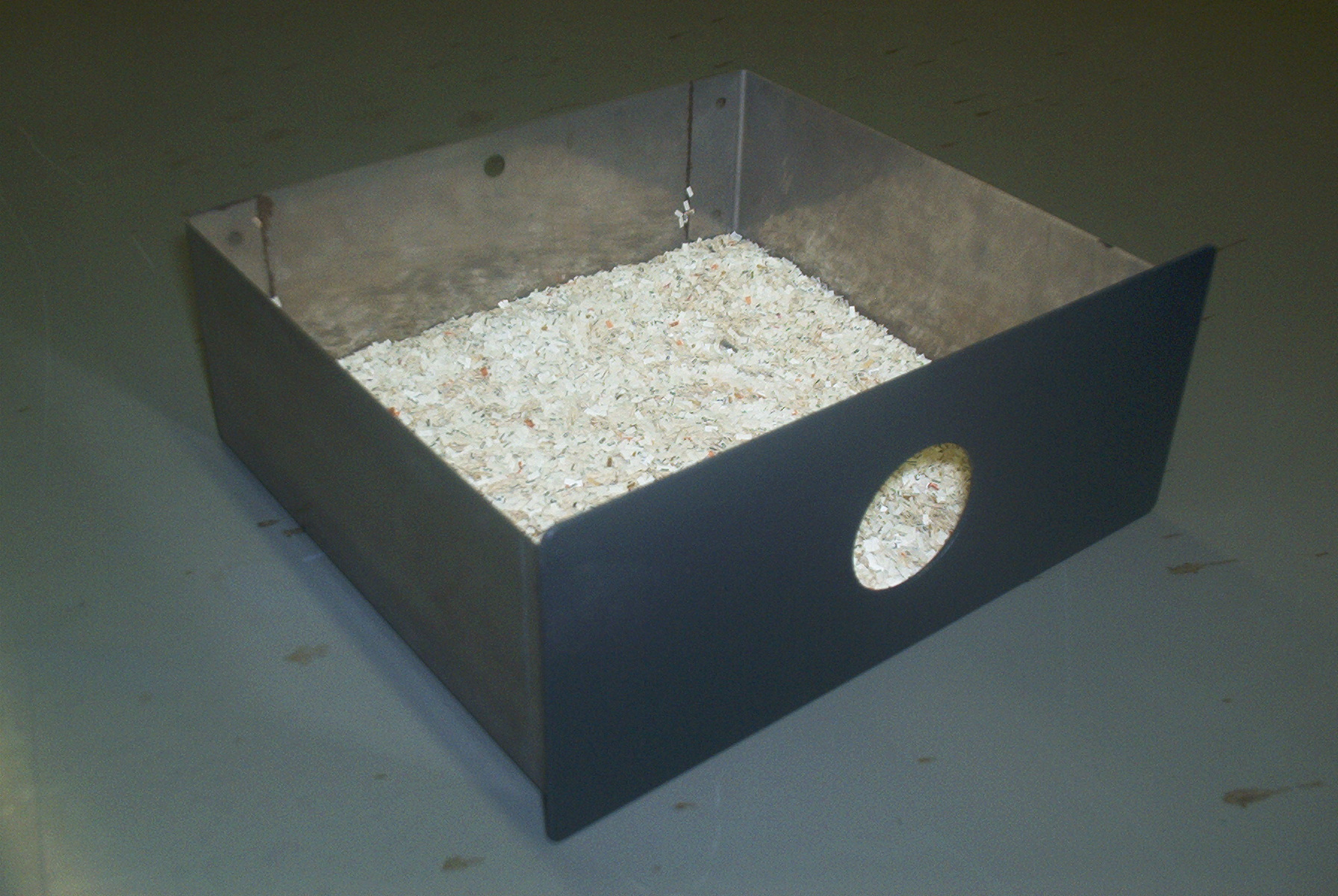
유니박 키 펀치의 값싼 수신기(즉, 비트 버킷).

비트 버킷(bit bucket) 또는 바이트 버킷(byte bucket)은 컴퓨팅 특수용어에서 손실된 컴퓨터 데이터가 어떤 방식으로든 사라지는 곳이다. 전송, 컴퓨터 충돌 등 예상된 위치에 도달하지 못한 모든 자료는 비트 버킷으로 이동했다고 한다. 즉, 비트 버킷은 손실된 데이터가 가는 컴퓨터의 신비한 장소이다.
패리티 테스트에 실패한 잘못된 바이트는 컴퓨터의 휴지통인 비트 버킷에 무례하게 버려진다.—  Erik Sandberg-Diment, New York Times, 1985.

수백만 달러의 시간과 연구 데이터가 비트 버킷에 들어갔다.—  W. 폴 블레이즈(W. Paul Blase), 워싱턴 포스트, 1990년.

## 같이 보기
- 쓰레기통